# Муравьево (Вологодский район)
Муравьево — упразднённая деревня в Вологодском районе Вологодской области.
Входила в состав Прилукского сельского поселения, с точки зрения административно-территориального деления — в Прилукский сельсовет.
Расстояние по автодороге до районного центра Вологды — 28 км, до центра муниципального образования Дорожного — 13 км. Ближайшие населённые пункты — Фофанцево, Герасимцево, Ведрово, Ободаево, Шульгино, Северово.
По переписи 2002 года население — 3 человека.
Упразднена 4 сентября 2023 года путём присоединения к посёлку Фофанцево.